# Ешенбах-ін-дер-Оберпфальц
Ешенбах-ін-дер-Оберпфальц (нім. Eschenbach in der Oberpfalz) — місто в Німеччині, розташоване в землі Баварія. Підпорядковується адміністративному округу Верхній Пфальц. Входить до складу району Нойштадт-ан-дер-Вальднааб. Центр об'єднання громад Ешенбах-ін-дер-Оберпфальц.
Площа — 35,16 км2. Населення становить 4237 ос. (станом на 31 грудня 2020).